# Bolanthus cherlerioides
Bolanthus cherlerioides är en nejlikväxtart som först beskrevs av Joseph Friedrich Nicolaus Bornmüller, och fick sitt nu gällande namn av Youssef Ibrahim Barkoudah. Bolanthus cherlerioides ingår i släktet Bolanthus och familjen nejlikväxter. Inga underarter finns listade i Catalogue of Life.